# Obra colectiva
Dentro del derecho de autor, se denomina obra colectiva  a una obra protegida bajo propiedad intelectual preparada por una sola persona (física o jurídica) a partir de contribuciones de diversos autores que han participado en su elaboración creándolas para tal fin. En algunas legislaciones también se denomina obra colectiva a las obras en las que se han reunido en un todo colectivo obras preexistentes de distintos autores aunque sin su participación personal. Uno de los ejemplos clásicos de obra colectiva es una enciclopedia.
Se diferencia de la obra de colaboración respecto a la importancia que se atribuye a la función de la persona que establece la finalidad de la obra y selecciona, coordina y recopila las contribuciones.
Al haberse difuminado la autoría de la obra, la obra colectiva necesita recibir un tratamiento autónomo a la hora de regular los derechos de explotación de la obra. En ese sentido, es habitual que la normativa establezca especialidades en ese aspecto.
Por otra parte, y al no ser identificables los autores, no cabe en las obras colectivas la posibilidad de determinar la duración de los derechos de explotación en función de la vida del autor (pues éste puede ser una empresa). Por ello, es habitual que su duración se determine conforme a un número fijo de años.

## Diferentes legislaciones

### Legislación ecuatoriana
Dentro del marco legal ecuatoriano, específicamente en la Ley de Propiedad Intelectual del Ecuador, se encuentra introducida la regulación a la obra colectiva, la cual se la define en el artículo 7 de dicha ley, como la creación obtenida con la colaboración de varios autores, por iniciativa y bajo la responsabilidad de una persona Natural (entiéndase esta como humana) o también de una persona Jurídica (refiriéndose a entidades ficticias creadas por mandato de la ley o por la voluntad de personas naturales, como empresas, compañías, etc.), que la pública o divulga con su propio nombre, pero principalmente este tipo de obras tiene como característica esencial que no se puede identificar a los autores o individualizar los aportes de cada uno, debido a la complejidad y extensión de la obra.
Respecto de la titularidad de los Derechos de Autor de esta obra Colectiva en el Ecuador, se lo hace identificando a la persona que haya organizado, coordinado y dirigido la elaboración misma del contenido de la obra, sin embargo siempre va primar la voluntad de las partes, quienes de ser el caso, si han acordado y estipulado entre los varios autores lo contrario, es decir, que quien vaya a ejercer la titularidad de esta obra sea otro de los autores, pero lo hará en nombre propio y bajo las reglas del derecho moral para poder explotar la obra (Artículo 15 de la Ley de Propiedad Intelectual).
En cuanto a la duración que se tiene sobre la obra como un derecho patrimonial, se puede decir en estricto sentido que dura toda la vida del autor de la nacionalidad que fuere siempre y cuando la obra haya sido creada en el Ecuador y hasta setenta años después de fallecido este, pero cuando hablamos de una obra colectiva, según el artículo 80 de la Ley de Propiedad Intelectual, el plazo de protección post mortem comienza a partir de la muerte del último coautor de dicha obra colectiva, lo cual tiene sentido por cuanto mientras uno de los autores viva, éste seguirá siendo el titular de la obra.
Para el efecto de la protección señalada en el párrafo que antecede es menester señalar que si una obra de tipo colectiva fuere publicada hacia y para el público por partes, el tiempo mencionado de protección correrá a partir de la fecha de publicación del último suplemento, parte o volumen.
Si la obra fuese anónima, y si durante setenta años posteriores a la primera publicación de la obra no apareciere nadie que se haga titular de la obra, vencido este plazo la obra será parte del dominio público.